# NGC 6068
NGC 6068 is een balkspiraalstelsel in het sterrenbeeld Kleine Beer. Het hemelobject werd op 6 december 1801 ontdekt door de Duits-Britse astronoom William Herschel.

## Synoniemen
- UGC 10126
- IRAS 15575+7908
- MCG 13-11-19
- ZWG 355.5
- ZWG 354.31
- ARAK 492
- KCPG 476B
- KAZ 53
- PGC 56388